# Ahkal Mo’ Nahb I.

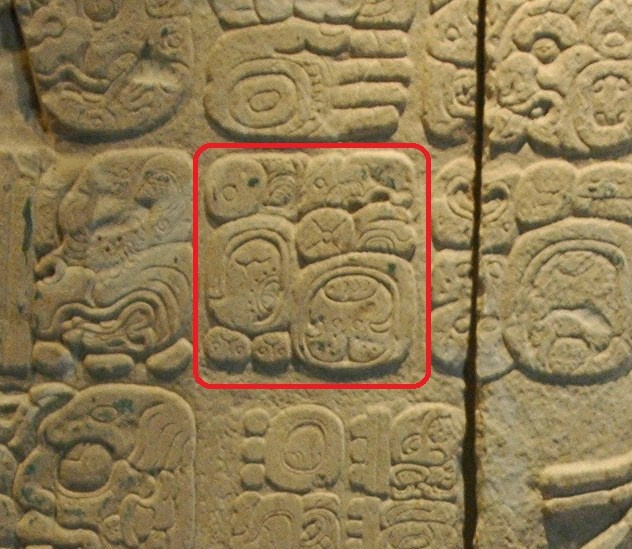
Nennung des Namens von Ahkal Mo’ Nahb I. auf einer Tafel aus Tempel XVII in Palenque

Umzeichnung der Namensnennung

Ahkal Mo’ Nahb I. (* 5. Juli 465; † 29. November 524), auch bekannt als Cauac-uinal I., war ein Ajaw (Herrscher) der Maya-Stadt Palenque. Er regierte vom 3. Juni 501 bis zu seinem Tod.
Er ist der erste Ajaw von Palenque, dessen exakte Lebens- und Regierungsdaten bekannt sind. Er wird in einem späteren Maya-Text aus der Regierungszeit von K’inich Janaab Pakal I. (615–683) mehrfach erwähnt, derzeit ist der genaue Grund für diese Erwähnungen jedoch noch unbekannt.